# 霍华德·皮尔
霍华德·派尔（英語：Howard Pyle，1853年3月5日—1911年11月9日），美国插画家和作家，主要为年轻人撰写书籍。他是特拉华州威尔明顿市人。他在意大利佛罗伦萨度过了生命的最后一年。
在1894年时，他在德雷克塞尔艺术学院教美术。1900年后，他成立了名字为霍华德·派尔艺术学院。后来学者亨利·皮茨把它称为

## 生活
派尔出生于特拉华州威尔明顿。他是威廉·派尔和玛格丽特·丘奇曼画家的儿子。

## 主要作品

### 罗宾汉历险记
派尔在这项作平合成了很多传统的罗宾汉传说和民谣，但是把他们变得更适合小孩。